# Florencia Peña
Florencia Peña   (Buenos Aires, 7 de novembre de 1974) és una actriu, comediant i presentadora de televisió argentina. Va començar als quatre anys amb el programa Festilindo. És coneguda principalment per haver interpretat al personatge de Mónica «Moni» Argento en la sèrie de televisió Casados con hijos. Així mateix ha participat en altres sèries còmiques com  Poné a Francella y La niñera. Es va casar en primeres núpcies amb el músic Mariano Otero amb qui té dos fills.

## Filmografia

### Televisió[2]
- Festilindo, 1979
- Clave de Sol, 1989
- Nosotros y los otros, 1989
- Son de Diez, 1992 (Canal 13)
- Regalo del Cielo, 1993
- Sueltos, 1996
- "De corazón",1997-1998
- "La Nocturna", 1998-1999
- Verano del '98, 1998 - 2000
- Chabonas, 2000
- Tiempo final, 2000-2002
- Poné a Francella, 2001-2002
- ¿Quién es Alejandro Chopi?, 2002
- Disputas, 2003
- La Banda de Cantaniño en Telefe, 2003 (Telefe)
- "El show de la tarde", 2004 amb Marley
- La Niñera, versió de The Nanny de Fran Drescher, 2004-2005
- Casados con hijos,versió de Married... with Children, amb Guillermo Francella 2005-2007 (Telefe)
- Hechizada, versió de Bewitched, 2007 (Telefe)
- Una de dos, 2008 amb Fabián Vena i Luis Luque
- "Viaje de Locos", 2009, (Telefe) amb Marley

### Pel·lícules
- Ángel, la diva y yo, 1999
- ¿Y dónde está el bebé?, 2002
- Chicken Little, 2005 (veu)
- Chile 672, 2006
- Dormir al sol, 2009

## Teatre
Los monólogos de la vagina, Grease, Blancanieves, Confesiones de mujeres de 30, Mamá es una estrella, Shakespereando, De carne somos, Desangradas en glamour, Sweet Charity, etc.

## Premis
- Premios Martín Fierro, 2002, 2006
- Premios ACE, 2007.